# Arabella Figg
Arabella Doreen Figg, poznatija kao gospođa Figg, imaginarni lik iz serije romana o Harryju Potteru spisateljice J. K. Rowling. Ona je potajice pazila na Harryja Pottera dok je on živio s Dursleyjevima. Prvi se put pojavila u Harryju Potteru i Kamenu mudraca dok je čuvala Harryja zato što su Dursleyjevi nekamo otišli. Obožava mačke i često je pokazivala slike svojih mačaka Harryju.
Iako održava krinku bezjakinje, gospođa Figg zapravo je hrkanica (koja čak dijeli i inicijale s drugim hrkanom iz romana - Argusom Filchem). Gospođa Figg članica je Reda feniksa i veza je Albusa Dumbledorea između magičnog i bezjačkog svijeta.
U Harryju Potteru i Plamenom peharu, Dumbledore o njoj govori kao o "Arabelli Figg" koja je dio "stare garde" te tako daje prvi trag o njezinu pravu identitetu. Autorica J. K. Rowling potvrdila je da su gospođa Figg i Arabella Figg jedna osoba koja živi u blizini Harryjeva doma kako bi pazila na njega.
U Harryju Potteru i Redu feniksa pomogla je Harryju nakon što su njega i njegovog bratića Dudleyja Dursleyja napala dva dementora te je Harryju otkrila svoj pravi identitet. Kad je Ministarstvo magije pokušalo izbaciti Harryja iz Hogwartsa zbog korištenja magije, svjedočenje gospođe Figg pred Vijećem čarobnjaka bilo je presudno za dopuštanje Harryju da nastavi školovanje. Otkrila je i da je namjerno činila Harryjeve boravke kod nje neugodnima kako bi ga Dursleyjevi nastavili slati k njoj te kako bi ga ona tako mogla držati na oku.
U Harryju Potteru i Princu miješane krvi, gospođa Figg prisustvovala je Dumbledoreovu pogrebu u Hogwartsu.